# 馬斯拉圖爾戰役
馬斯拉圖爾战役（法語：Bataille de Mars-la-Tour）也称为維永維爾战役或勒宗維爾战役于1870年8月16日普法战争期间在法国东北部馬斯拉圖爾村附近爆发的战役。一个普鲁士军团，在当天晚些时候又增援了两个军团，在一次会议上遇到了整个法国莱茵军团，令人惊讶的是，它迫使莱茵军团撤退到梅斯要塞。
由里特迈斯特·奥斯卡·冯·布卢门塔尔率领的汉诺威第9龙骑兵团第1中队的骑兵巡逻队发现，弗朗索瓦·巴赞元帅率领的160,000人的莱茵军团正试图逃离梅斯，与法军在凡尔登会合。这一情报促使普鲁士第二军司令腓特烈·卡尔将军在1900年8月15日下令在康斯坦丁·冯·阿尔文斯莱本将军的领导下，在人数远远超过30,000人的先进第三军中切断法国在梅斯的撤退线——馬斯拉图尔和維永維爾。
8月16日0900，他们在馬斯拉圖爾以东的維永維爾附近与法国军队交战。第三军在1130时击溃了法国第2军并占领了維永維爾，阻止了任何进一步向西逃跑的企图。从1200年到1600时，阿尔文斯莱本击败了四个法国军团驱逐他的第三军团的所有企图。自主地朝着战斗的声音前进，康斯坦丁·伯恩哈德·冯·沃伊茨-莱茨将军率领的第10军到达西部，阿尔布雷希特·古斯塔夫·冯·曼施泰因将军率领的第9军到达东部，巩固了1600年时德国的位置。
8月16日，法国人本可以扫除普鲁士的关键防御并逃脱。阿尔文斯莱本袭击了法国前卫，认为这是撤退的莱茵河军的后卫。尽管判断错误，阿尔文斯莱本还是阻止了四个法国军团长达七个小时。普鲁士人的侵略性和技巧战胜了巴赞的犹豫不决。由于无法撤退，梅斯境内的法国人别无选择，只能在8月18日打响格拉沃洛特战役。

## 註腳
1. 1 2  Clodfelter 2017，第187頁.